# Waaghaus (St. Gallen)

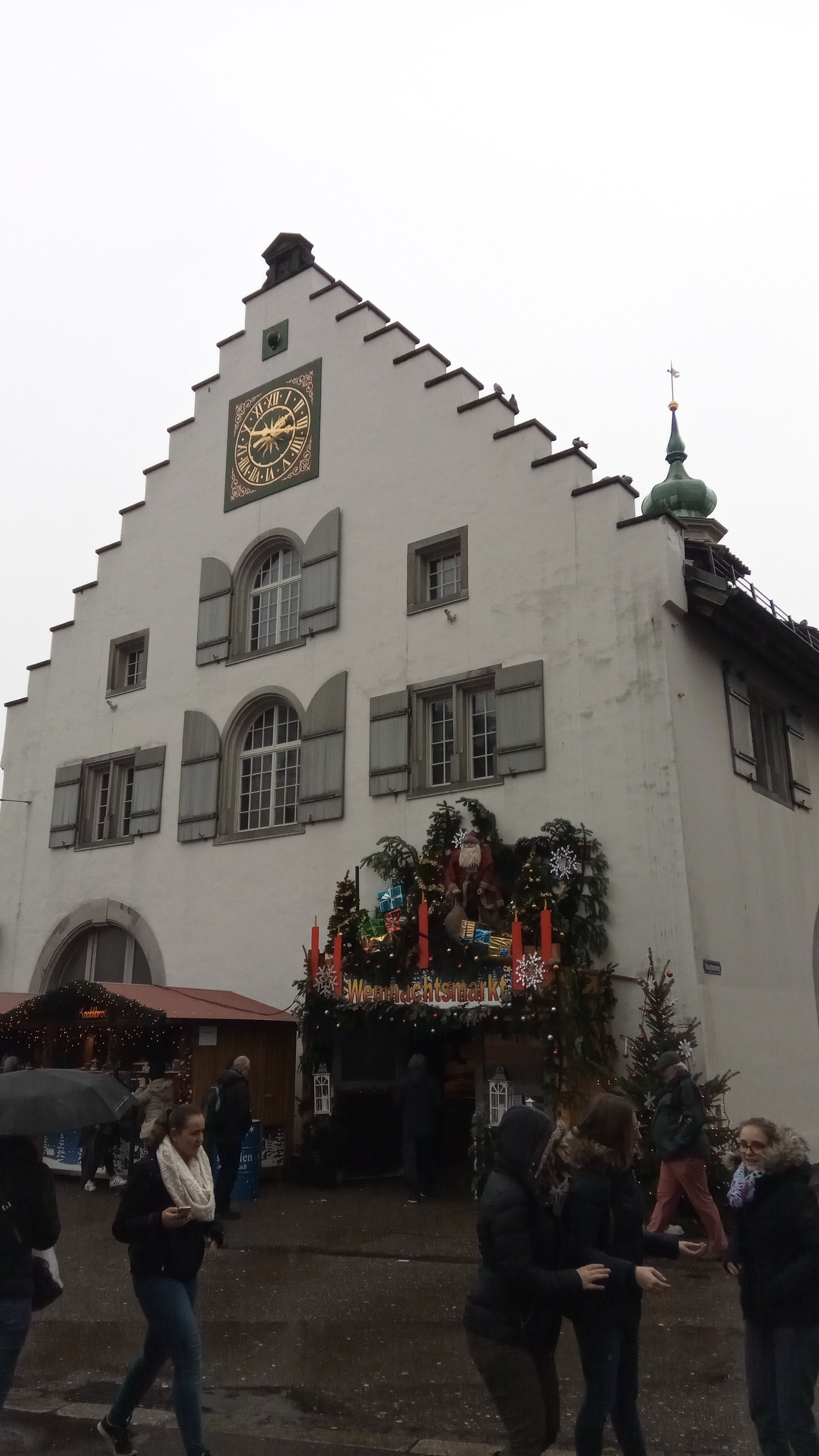
Die dem Marktplatz zugewandte Westfassade des Waaghauses

Das Waaghaus ist ein denkmalgeschütztes Gebäude in der St. Galler Altstadt. Im offenen, unteren Geschoss des heute zweigeschossigen Gebäudes finden wechselnde Veranstaltungen statt, etwa Weihnachtsmärkte oder Veranstaltungen. Im oberen Stock findet sich im Osten ein Saal für Ausstellungen und Konzerte. In dem Marktplatz zugewandten Westteil findet sich der Ratssaal für die Versammlungen des St. Galler Stadtparlaments.

## Lage
Das Waaghaus steht am östlichen Ende des Marktplatzes und verengt die Ausfahrt zum Brühltor und zur verkehrstechnisch wichtigen Rorschacherstrasse. Diese Durchfahrt ist deshalb heute dem öffentlichen Verkehr und lokalen Zubringern vorbehalten. Ursprünglich befanden sich weitere geschichtsträchtige Gebäude in der Umgebung, so das Zeughaus, später das Theater (dort, wo heute die McDonald’s-Filiale steht), das Brühltor selber und das heute wieder mit Notenstein beschriftete Bankhaus.

## Geschichte

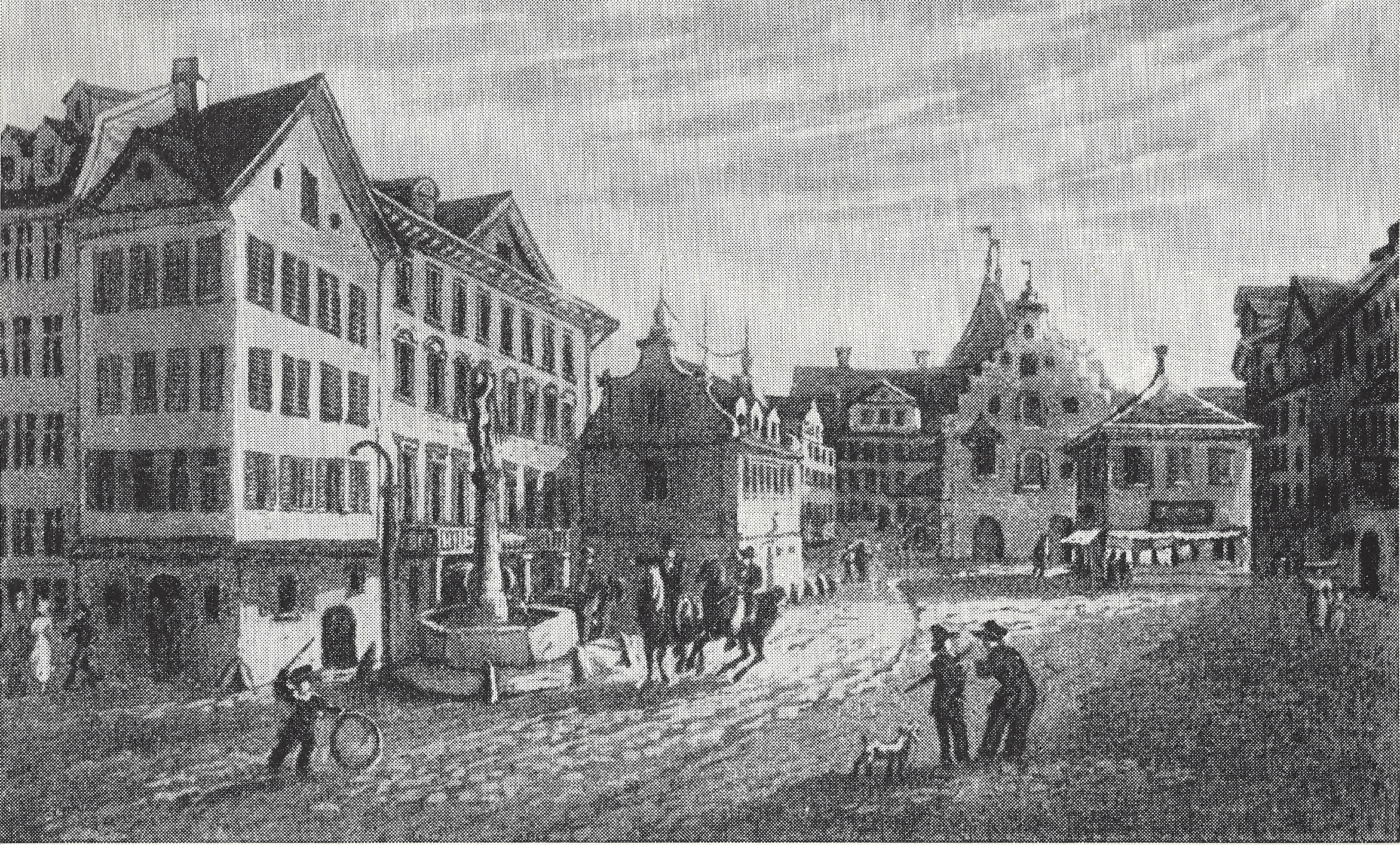
Das Waaghaus (rechts der Mitte mit Stufengiebeln), in einer Darstellung von J.B. Isenring um 1830

Das Gebäude entstand 1584–1585. Lange war es schlicht als die Waag bekannt, im 19. Jahrhundert wurde dieser Name langsam von der Bezeichnung als Kaufhaus abgelöst. Nachdem es diese Funktion lange nicht mehr erfüllte, kam dieser Name in der zweiten Hälfte des 20. Jahrhunderts wieder in Vergessenheit. Heute ist es als Waaghaus bekannt.
Die ursprüngliche Zweckbestimmung ergibt sich aus einem Ratsbeschluss des Jahres 1581: daß man welle ain Huß zur Fhurwaag auch den Kaufmannsgüeteren uf den alten Endtengraben by dem Brülthor buwen und dann oben uf zwei Kornschüttinen ob ainandrent. Man sollte hier also Ware wiegen, verzollen und einlagern können. Als eigentliches Kaufhaus zum Verkauf von Gütern diente damals das Obergeschoss der Metzg, die sich im westlichen Teil des heutigen Marktplatzes befand. Bautypologisch handelt es sich bei dem 'Waage' bzw. 'Kaufhaus' genanntem St. Gallener Gebäude um ein für die europäische Stadt in vor- und frühindustrieller Zeit typische multifunktionale Handelshalle mit einer mehr oder weniger zufälligen Bezeichnung einer einzelnen Funktion.
Dem beschriebenen ursprünglichen Zweck diente das Gebäude bis im 19. Jahrhundert. Nach dem Bau des Bahnhofs und in dessen Nähe neuer Zollfreilager wurde es überflüssig und beheimatete kurzzeitig die Polizeiwache. 1876 wurde im Waaghaus eine Postfiliale eröffnet, die dort bis zum Umbau von 1958 verblieb – diese befindet sich heute im Gebäude unmittelbar südlich. Bei einer Volksabstimmung 1958 entschied sich die Bevölkerung nämlich mit 6448 gegen 6147 Stimmen für den Erhalt und die Renovation des Waaghauses. In dieser erhielt es die heutige Raumgliederung im Obergeschoss mit den zwei Räumen im Osten für Anlässe und im Westen als Ratssaal.

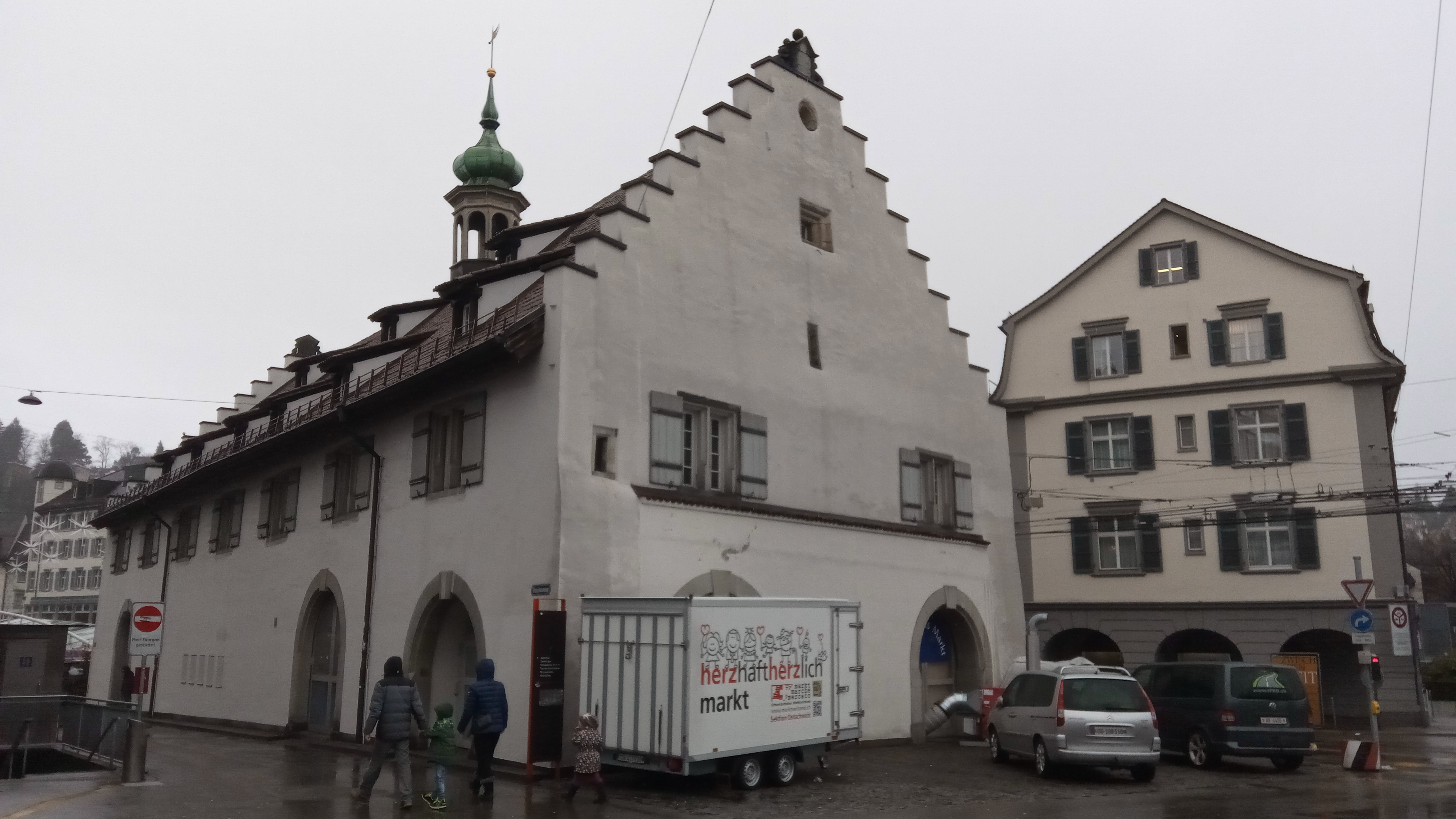
Süd und Ost-Seite des Waaghauses St. Gallen, rechts das Haus 'Notenstein', Hauptsitz der Bank Notenstein-LaRoche am einstigen Brühltor.

## Beschreibung
Das Waaghaus hat mehrere auffällige Merkmale. Zunächst fallen die grossen Einfahrtstore im Erdgeschoss auf, die ursprünglich wohl mit Wagen befahren wurden. Das Erdgeschoss ist rundherum offen und wird nur für bestimmte Zwecke mit provisorischen Türen gegen die Kälte geschützt – die Öffnungen auf der Ostseite sind allerdings neueren Datums, denn als Teil der ehemaligen Stadtmauer musste sie damals geschlossen sein. Der Boden ist gegen Osten leicht ansteigend und gepflastert. Die Ost- und Westfassaden sind mit Stufengiebeln abgeschlossen.
Auf der Westfassade finden sich über dem Erdgeschoss zwei Fensterreihen. Die zwei mittleren Fenster sind besonders gross und waren früher mit einem Aufholkran versehen, der es ermöglichte, grosse Leinenballen und andere Lasten im Obergeschoss einzulagern. Ganz oben findet sich eine grosse Uhr mit einem Mondphasenanzeiger und darüber ein Dachreiter mit einer Zwiebelhaube. Diese stammen vom alten Rathaus, das 1877 abgebrochen wurde.